# Petru Drăgoescu
Petru Drăgoescu (ur. 22 lipca 1962) – rumuński lekkoatleta, średniodystansowiec, halowy wicemistrz Europy.

## Kariera sportowa
Specjalizował się w biegu na 800 metrów. Zajął 4. miejsce w tej konkurencji na halowych mistrzostwach Europy w 1983 w Budapeszcie, a na mistrzostwach świata w 1983 w Helsinkach odpadł w przedbiegach. Zajął 4. miejsce na tym dystansie na światowych igrzyskach halowych w 1985 w Paryżu.
Zdobył srebrny medal w biegu na 800 metrów na halowych mistrzostwach Europy w 1985 w Pireusie, przegrywając jedynie z Robem Harrisonem z Wielkiej Brytanii, a wyprzedzając Łeonida Masunowa ze Związku Radzieckiego. Na halowych mistrzostwach Europy w 1988 w Budapeszcie odpadł w półfinale tej konkurencji.
Zwyciężał w mistrzostwach krajów bałkańskich w biegu na 800 metrów w 1984 i 1985 oraz w biegu na 1500 metrów w latach 1984–1986.
Był mistrzem Rumunii w biegu na 800 metrów w 1983 i 1988.
Jest aktualnym (listopad 2021) rekordzistą Rumunii w biegu na 800 metrów na stadionie z czasem 1:45,41 (ustanowionym 4 września 1985 w Kobe) i w hali z czasem 1:47,21 (uzyskanym 2 marca 1985 w Pireusie).
Pozostałe rekordy życiowe Drăgoescu:
- bieg na 1500 metrów – 3:40,38  (4 września 1986, Ateny)
- bieg na 1500 metrów (hala) – 3:41,02 (23 lutego 1985, Budapeszt)